# دین مادرسالاری

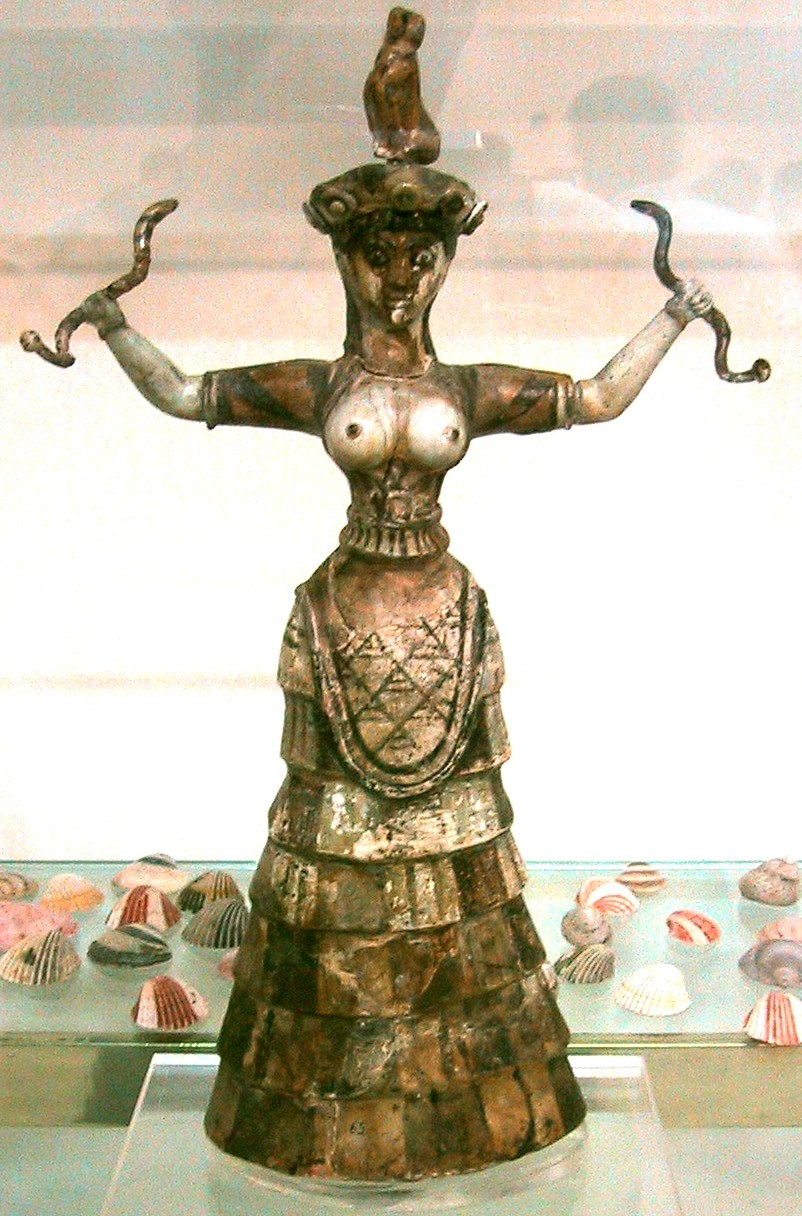
الهه مار از کاخ کنوسوس، کرت

دین مادرسالاری (انگلیسی: Matriarchal religion) دینی است که بر الهه یا الهه‌ها تمرکز دارد. این اصطلاح اغلب برای اشاره به نظریه‌های ادیان مادرسالاری ماقبل تاریخ که توسط محققانی مانندیوهان یاکوب باخوفن، جین الن هریسون و ماریا گیمبوتاس ارائه شده‌است، استفاده می‌شود. و بعدها توسط موج دوم فمینیسم رایج شد. در قرن بیستم، جنبشی برای احیای این اعمال منجر به جنبش الهه شد.